# Kantamoinen
Albums de Mika Vainio
In the Land of the Blind One-Eyed Is King
(2003) Revitty
(2006)
Kantamoinen est le huitième album solo du créateur finlandais de musique électronique Mika Vainio. Il est sorti en 2005 sur le label Sähkö. C'est le troisième album solo que Vainio publie sous l'identité Ø, après Metri (1994) et Olento (1996).

## Production
Les 16 morceaux composant cet album ont été enregistrés entre 1999 et 2004 à Barcelone, Vienne et Berlin. La pochette arbore la photo d'un jardin luxuriant. Il s'agit de la maison de la grand-mère de Vainio, à Artjärvi, petite localité dans le sud de la Finlande.
Une réédition de cet album au format double-vinyle est éditée en 2016 par le label anglais Boomkat.

## Liste des morceaux
| 1.  | Galaksit = Galaxies                           | 2:51 |
| 2.  | Miekkakala = Swordfish                        | 4:38 |
| 3.  | Antenni-muurahais = Antenna-ant               | 1:12 |
| 4.  | Äänikuva = Sound Picture                      | 5:56 |
| 5.  | Kesämaa = Summerland                          | 5:10 |
| 6.  | Näkinkengät = Shells                          | 3:05 |
| 7.  | Kertomus Kaukomailta = Tale From Farawaylands | 1:34 |
| 8.  | Aallonmurtaja = Breakwave                     | 2:08 |
| 9.  | Poseidon                                      | 1:51 |
| 10. | Monneista Viimeinen = Last Of Catfishes       | 5:33 |
| 11. | Talven Henki = Winter Spirit                  | 2:35 |
| 12. | Aurinkokala = Sunfish                         | 4:40 |
| 13. | Tuulessa = In Wind                            | 2:23 |
| 14. | Yöhalla = Night Frost                         | 2:43 |
| 15. | Ensimmäinen Valo = First Light                | 1:25 |
| 16. | Kotiin = To Home                              | 3:48 |